# Khalid Boutaïb
Khalid Boutaïb (àrab: خالد بوطيب, Ḫālid Bū-Ṭayb; Banhòus, 24 d'abril de 1987) és un jugador de futbol professional francomarroquí que, actualment, juga com a davanter al Yeni Malatyaspor.